# Shame (Zhané-dal)
A Shame című dal az amerikai R&B duó Zhané 1994-ben megjelent kislemeze, mely a A Low Donw Dirty Shame  (Szimatnak szemét, szemétnek szimat) című filmzene albumon található. A duó stúdióalbumaira nem került fel a dal. A dal producerei Mike Chapman és Trent Thomas voltak. Mind a dal, és az album is a Jive Records és Hollywood Records kiadónál jelentek meg. A dal az amerikai Billboard Hot 100-as  listán 28. helyezett volt, de slágerlistás volt a Hot 100-as Airplay listán is, ahol a 31. helyezést érte el. Slágerlistás helyezés volt még a Hot Dance/Club listán is, ahol a 46., míg a Hot R&B listán a 30. helyezést érte el.
A dalhoz külön klipet nem forgattak, a filmben látható előadás lett a dal hivatalos videóklipje.

## Eredeti változat
A dal eredeti változatát 1977-ben az amerikai Evelyn "Champagne" King adta elő.  A dalt John H. Fitch és Reuben Cross írták. A dal szerepel az énekesnő Smooth Talk című stúdióalbumán is.

## Megjelenések
12"  Egyesült Királyság Jive – JIVE T 372
- A1	Shame (LP Version) 4:13
- A2	Shame (The Bump Mix)  (Featuring Whitey Don)  4:36
- A3	Shame (Club Version) 6:41
- B1	Shame (UK Flavour Extended) 5:06
- B2	Shame (UK Flavour Instrumental) 4:37

## Slágerlista
| Slágerlista (1994–95)                  | Legjobb helyezések |
| -------------------------------------- | ------------------ |
| New Zealand Singles Chart              | 50                 |
| Brit kislemezlista                     | 66                 |
| US Billboard Hot 100                   | 28                 |
| US Hot Dance Club Songs (Billboard)    | 46                 |
| US Hot 100 Airplay (Billboard)         | 31                 |
| US Hot R&B/Hip-Hop Airplay (Billboard) | 13                 |
| US Mainstream Top 40 (Billboard)       | 38                 |
| US Top 40/Rhythm-Crossover (Billboard) | 9                  |

## Feldolgozások
- 1996-ban Kim Wilde The Singles Collection című válogatás albumán is szerepel a dal.[14] A dal az angol kislemezlistán a 79. helyezett volt.[15]